# Hemileuca hera
Hemileuca hera är en fjärilsart som beskrevs av Harris 1841. Hemileuca hera ingår i släktet Hemileuca och familjen påfågelsspinnare. Inga underarter finns listade i Catalogue of Life.